# 蔡醒华
蔡醒华（1916年—1997年），男，山东邹平人，中国风湿免疫内科专家，曾任中国人民解放军军医进修学院教授、博士生导师。